# Apicia entochyna
Apicia entochyna là một loài bướm đêm trong họ Geometridae.